# معادن شاه سلیمان (فیلم ۱۹۸۵)
معادن شاه سلیمان (انگلیسی: King Solomon's Mines)  یک فیلم ماجراجویانه و اکشن آمریکایی محصول سال ۱۹۸۵ است. این اثر چهارمین فیلم از پنج اقتباس رمانی با همین نام اثر اچ. رایدر هگرد (۱۸۸۵) می‌باشد. در این فیلم ریچارد چمبرلین، شارون استون، هربرت لام و جان ریس-دیویس بازی می‌کنند و فیلمنامه آن توسط جین کوئینتانو و جیمز آر. سیلکه اقتباس شده و توسط جی. لی تامپسون کارگردانی شده‌است. این اثر نقیضه فیلم ایندیانا جونز است و صحنه‌های آن در خارج از هراره در زیمبابوه فیلمبرداری شده‌است.

## بازیگران

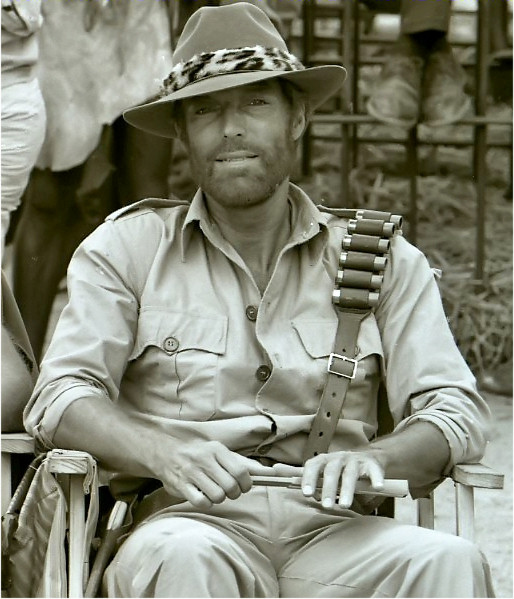
ریچارد چمبرلین

- ریچارد چمبرلین در نقش آلن کواترمین
- شارون استون در نقش جسی هاستون
- هربرت لام در نقش سرهنگ باکنر
- جان ریس-دیویس در نقش دگاتی
- کن گامپو در نقش اوبوپو
- پال برچرد
- جون باته‌لزی در نقش گاگولا
- سام ویلیامز در نقش اسکرراگا
- شایکه اوفیر در نقش کاسام
- میک لسلی در نقش دورفمن
- وینسنت ون در بیل
- باب گریر
- الیور تنگنده
- نویل توماس در نقش خلبان آلمانی
- اسقف مک تیوزن در نقش دری
- ایشیا مورت